# میمون (فیلم ۱۹۷۶)
«میمون» یا گوریل (انگلیسی: Ape) یک فیلم هیولایی علمی تخیلی محصول مشترک کره‌جنوبی و آمریکا که درسال ۱۹۷۶ منتشر شد.
یک گوریل ۳۶ فوتی از یک نفتکش در سواحل کره جنوبی فرار می‌کند. میمون پس از نبرد با یک کوسه سفید غول پیکر به خشکی می‌رسد. اندکی پس از آن، مرلین بیکر بازیگر برای فیلمبرداری یک فیلم به کره می‌رسد و به دنبال آن معشوقه و روزنامه‌نگارش تام. از آنجایی که ارتش ایالات متحده گزارش هایی مبنی بر مشاهده موجودی ناشناخته دریافت می‌کند، افسران فرمانده در ابتدا این حرف‌ها را به عنوان مزخرف رد می‌کنند. آنها شواهدی مانند ردپاهای غول پیکر را توجیه می‌کنند. با این حال، افسران حقیقت را از رسانه ها پنهان می‌کنند و ...